# Cantonul Maubourguet
Cantonul Maubourguet este un canton din arondismentul Tarbes, departamentul Hautes-Pyrénées, regiunea Midi-Pyrénées, Franța.

## Comune
| Comune           | Populație (1999) | Cod poștal | Cod INSEE |
| ---------------- | ---------------- | ---------- | --------- |
| Auriébat         | 290              | 65700      | 65049     |
| Caussade-Rivière | 104              | 65700      | 65137     |
| Estirac          | 101              | 65700      | 65174     |
| Labatut-Rivière  | 360              | 65700      | 65242     |
| Lafitole         | 377              | 65700      | 65243     |
| Lahitte-Toupière | 184              | 65700      | 65248     |
| Larreule         | 381              | 65700      | 65262     |
| Maubourguet      | 2 514            | 65700      | 65304     |
| Sauveterre       | 151              | 65700      | 65412     |
| Sombrun          | 220              | 65700      | 65429     |
| Vidouze          | 262              | 65700      | 65462     |